# Best of Bee Gees
Best of Bee Gees es el primer álbum compilación de éxitos internacionales de los Bee Gees. 
El vinilo original de 1969 incluye el éxito de 1966 y Top 10 de las listas australianas «Spicks and Specks», pero debido a los problemas de licencias con Festival Records en Australia, el éxito de 1969 «Tomorrow, Tomorrow» la sustituyó en el lanzamiento del álbum en formato CD. 
El álbum es reconocido por los fanes debido a su mala versión en estéreo de «Words», que incrementa la voz mucho más que la percusión, que se ve perdida en el fondo. Este él es único álbum/CD en este mix. Todas las futuras compilaciones tienen el propio mix estéreo que ahora es más balanceado. 
Vince Melouney, además de tocar la guitarra en la mayor parte de los tracks, no está en la carátula frontal o trasera del álbum debido a que él había dejado el grupo un año antes.
Con el lanzamiento de Their Greatest Hits: The Record en el 2001, este CD está actualmente fuera de la venta.

## Lista de canciones
1. "Holiday"
2. "I've Gotta Get a Message to You"
3. "I Can't See Nobody"
4. "Words"
5. "I Started a Joke"
6. "Tomorrow, Tomorrow"
7. "First of May"
8. "World"
9. "Massachusetts"
10. "To Love Somebody"
11. "Every Christian Lion Hearted Man Will Show You"
12. "New York Mining Disaster 1941"

- Datos: Q794069